# Locksley Hall
Locksley Hall é um poema escrito pelo poeta inglês Alfred Tennyson em 1835 e publicado em 1842 no seu volume Poems ("Poemas"). Apesar de ser uma das suas obras menos conhecidas do autor, é uma das mais importantes. Ao narrar os sentimentos de um soldado desgastado pela guerra que regressa à sua casa de infância, o lugar ficcional Locksley Hall, Tennyson aproveita para descrever a sua visão de um hipotético futuro governo mundial. De acordo com o próprio Tennyson, o poema representa a "juventude, os seus lados bons, as suas deficiências e as suas esperanças". Locksley Hall era, no entanto, bem conhecida de Winston Churchill, que a considerava "a mais maravilhosa das profecias modernas", e de Harry S. Truman, que gostava de ter citações do poema na sua carteira.